# Dryomyia lichtensteinii
Dryomyia lichtensteinii is een muggensoort uit de familie van de galmuggen (Cecidomyiidae). De wetenschappelijke naam van de soort is voor het eerst geldig gepubliceerd in 1878 door F. Low.